# Таннер, Энтуон
Энтуон Таннер (англ. Antwon Tanner, 14 апреля 1976) — американский актёр, наиболее известный по роли «Скиллза» в сериале «Холм одного дерева».

## Карьера
Энтуон родился 14 апреля 1976 года в Чикаго, штат Иллинойс.
Таннер прославился ролью школьника Энтуона «Скиллза» Тэйлора в хитовом шоу канала theCW «Холм одного дерева». У актёра был крупная роль в фильме 2005 года «Тренер Картер», где его партнёром был Сэмюэль Л. Джексон, кроме того, Таннер появился в гостевых ролях в нескольких телесериалах:
NYPD Blue, Sister, Sister, Moesha, The Parkers и C.S.I.: Место преступления. У актёра также была роль в фильме The Wood.
В 2010 году Таннер снялся в главной роли вместе с Брайаном Хуксом, Дэнис Лоутон и Чери Джонсон в фильме ужасов «Убить за 75 секунд».

## Суд и тюремное заключение
16 апреля 2009 года был арестован за попытку подделки документов. 20 августа 2009 года актёр был признан виновным федеральным судом Бруклина, Нью-Йорк за продажу более дюжины социальных карт, общей стоимостью в $10 тысяч. Его приговорили к 3-х месячному тюремному заключению.

## Фильмография
- 2009: I Do… I Did — Тон
- 2007: Убить за 75 секунд — Карим
- 2005: Тренер Картер — Уорм
- 2005: Brothers In Arms — Зейн
- 2004: Никогда не умирай в одиночку — Блю
- 2003: Холм одного дерева — Скиллс
- 2001: The Parkers — Майкл
- 2000—2001: Boston Public — Кевин Джексон
- 2000: Брат якудзы — Колин
- 1999: The Wood — Бу
- 1998: Sister, Sister — Эддисон
- 1996—1997: Moesha — Майкл
- 1996: Sunset Park — Драно